# سیلویا ناوارو
سیلویا ناوارو (انگلیسی: Silvia Navarro؛ زادهٔ ۱۴ سپتامبر ۱۹۷۸) هنرپیشه اهل مکزیک است. وی از سال ۱۹۹۸ میلادی تاکنون مشغول فعالیت بوده‌است.